# حبران (مبين)

تعديل مصدري - تعديل

حبران هي إحدى قرى عزلة مبين بمديرية مبين التابعة لمحافظة حجة، بلغ تعداد سكانها 185 نسمة حسب تعداد اليمن لعام 2004.